# Albert Visage
Pour les articles homonymes, voir Visage (homonymie).
Albert Visage (né le 13 août 1939 au Pecq et mort le 9 septembre 2012 à Moulins, dans l'Allier) est un photographe et sculpteur français.

## Biographie
Albert Visage est un photographe de nature qui a consacré sa carrière à photographier la flore et la faune.
Voyageant dans le monde entier, Albert Visage a travaillé pour de nombreux journaux et magazines tels Life, Le Figaro, Géo, Paris Match.
Il a travaillé sur des missions en compagnie de scientifiques du Muséum national d'histoire naturelle et de l'Institut Pasteur.
Albert Visage est cofondateur des agences photorgaphiques Jacana (avec Jean-Philippe Varin) et Bios (avec le photographe Claude Jardel).
En outre, pilote d'ULM, Albert Visage a réalisé de très nombreuses photographies de vues aériennes.

## Récompenses et distinctions
- 1973 : Prix Niépce
- Prix de la Fondation de la vocation.

## Publications
- Photographier les Animaux, éditions Bordas-France, 1997,
- L'écureuil, avec Gérard Grolleau et Jacqueline Visage, éditions Artémis, 2005,  (ISBN 978-2-84416-310-3)
- (en) The Orangutan : Forest Acrobat, éditions Charlesbridge Publishing, 2008,  (ISBN 978-1-57091-429-4)